# Alexa Nikolas
Alexa Helen Nikolas (Chicago, 4 de abril de 1992) é uma ex-atriz, empresária e ativista estadunidense.

## História
Iniciou a sua carreira em 1999 fazendo uma participação especial em Love Boat: The Next Wave. Depois, continuou pegando ponta em algumas produções até ganhar o seu primeiro papel fixo em 2004 na série Zoey 101, quando interpretou Nicole.
Apesar do sucesso da série, Alexa começou a ser comparada com a protagonista Jamie Lynn Spears, acusando a atriz de inventar mentiras contra ela. Tal alegação fez com que a irmã, Britney Spears, confrontasse Nikolas sobre a rivalidade. Alexa deixou a série em 2006 após a crise nos bastidores, saindo também da Nickelodeon. Durante seu depoimento no documentário Quiet on Set: The Dark Side of Kids TV, de 2024, Alexa revelou que foi vítima de bullying nos bastidores da série e que não se sentia segura ao lado de Dan Schneider. Após sua saída em Zoey 101, Nikolas voltou a fazer pequenas participações em séries, uma delas como Haley em The Walking Dead, voltando a ter visibilidade até ganhar o protagonismo no filme Detention of the Dead em 2012.
Sua última aparição na televisão e nos cinemas foi na série Mad Men como Wendy. Logo depois, Alexa anunciou sua saída dos filmes e das séries, passando a se dedicar exclusivamente a família e ao ativismo.

## Vida pessoal
Foi casada com o cantor Mike Milosh entre 2012 e 2016. Nikolas acusou Milosh de prepará-la para um relacionamento sexual quando ela tinha 16 anos e ele 33, embora afirme que eles não fizeram sexo até ela completar 18 anos. Em agosto de 2021, Nikolas processou Milosh por agressão sexual, violência de gênero, imposição intencional de sofrimento emocional e violação da Lei dos Direitos Civis Tom Bane da Califórnia. Milosch negou as alegações de Nikolas e contra-processou, acusando Nikolas de fabricar acusações de abuso contra ele depois que o cantor parou de pagar pensão alimentícia à ex-cônjuge. Nikolas desistiu do processo em maio de 2022. O processo de Milosh foi arquivado em fevereiro de 2023.
Desde 2021, Alexa é casada com Michael Gray e possui dois filhos.
Em 2022, Nikolas se tornou integrante do grupo Eat Predators, que é dedicado a proteger crianças de abusos cinematográficos. No mesmo ano, Alexa e um grupo de ex-atores da Nickelodeon realizaram uma manifestação em frente à sede da emissora estadunidense denunciando as más condições de trabalho da empresa.
Após o encerramento das produções de Quiet on Set: The Dark Side on Kids TV, Alexa Nikolas, a atriz Raquel Lee Bolleau e o ex-apresentador do Double Dare, Marc Summers, acusaram as produtoras Mary Robertson e Emma Schwartz de tentarem obter lucro com o sofrimento dos atores e de ex-funcionários da Nickelodeon, além de terem cortado alguns depoimentos mais chocantes das experiências na emissora estadunidense. Além disso, Nikolas e Lee afirmaram não ter conhecimento da exibição do documentário na versão americana do Investigação Discovery e no streaming Max. Alexa Nikolas reagiu ao pedido de desculpas de Dan Schneider dizendo que ele é "horrível".

## Filmografia

### Televisão
| Ano       | Título                                     | Papel                 | Notas                                                       |
| --------- | ------------------------------------------ | --------------------- | ----------------------------------------------------------- |
| 1999      | The Love Boat: The Next Wave               | Little Girl #1        | Episódio: "Trances of a Lifetime"                           |
| 2000-02   | That's Life                                | Lydia (jovem)         | 4 episódios                                                 |
| 2001      | The King Of Queens                         | Carrie                | Episódio: "Veiled Threat"                                   |
| 2001      | Charmed                                    | Menina                | Episódios: "We All Scream for Ice Cream"                    |
| 2002      | Even Stevens                               | Ren (Jovem)           | Episódio: "Band on the Roof"                                |
| 2002-03   | Hidden Hills                               | Emily Barber          | Episódio: "Band on the Roof"                                |
| 2004      | Without a Trace                            | Emily Barber          | Episódio: "Wannabe"                                         |
| 2004-2006 | Zoey 101                                   | Nicole Bristow        | 26 episódios                                                |
| 2005      | Revelations                                | Lucinda "Lucy" Mas    |                                                             |
| 2005      | ER                                         | Megan Nesbitt         | Episódio: "You Are Here"                                    |
| 2005      | Judging Amy                                | Shelly Cecil          | Episódio: "Happy Birthday"                                  |
| 2005      | All That: 10th Anniversary Reunion Special | Ela mesma             |                                                             |
| 2006      | The Suite Life of Zack & Cody              | Tiffany               | Participação Especial                                       |
| 2007      | Cold Case                                  | Emma Reed             | Participação Especial                                       |
| 2008      | CSI: Miami                                 | Mallary Harding       | Participação Especial                                       |
| 2008      | Ghost Whisperer                            | Caitlin Mahone        | Participação Especial                                       |
| 2009      | Supernatural                               | Kate Carter           | Participação Especial                                       |
| 2009      | Drop Dead Diva                             | Hannah Porter         | Participação Especial                                       |
| 2009      | Children of the Corn                       | Ruth                  | Filme                                                       |
| 2009      | Raising The Bar                            | Caitlin               | Participação Especial                                       |
| 2009      | Heroes                                     | Angela Petrelli       | Jovem                                                       |
| 2010      | Criminal Minds                             | Jane McBride          | Participação Especial                                       |
| 2011      | Lie to Me                                  | Amanda Dobar          | Episódio: "Funhouse"                                        |
| 2011      | Family Guy                                 | Garota chorando (voz) | Episódio: "Brothers & Sisters"                              |
| 2012-13   | The Walking Dead                           | Haley                 | Episódios: "Hounded", "Made to Suffer" e "The Suicide King" |
| 2013      | Mad Men                                    | Wendy                 | Participação Especial                                       |
| 2024      | Quiet on Set: The Dark Side of Kids TV     | Ela mesma             | Episódio 4                                                  |

### Filmes
| Ano  | Título                | Papel              | Notas |
| ---- | --------------------- | ------------------ | ----- |
| 2001 | Zoolander             | Garota da história |       |
| 2002 | Ted Bundy             | Criança            |       |
| 2003 | Tiptoes               | Susan Barry        |       |
| 2004 | Motocross Kids        | Katie              |       |
| 2009 | Children of the Corn  | Ruth               |       |
| 2011 | Red State             | Jesse              |       |
| 2012 | Detention of the Dead | Willow             |       |

### Clipes musicais
| Ano  | Música          | Cantora         | Notas |
| ---- | --------------- | --------------- | ----- |
| 2006 | Come Back to Me | Vanessa Hudgens |       |
| 2013 | Slow Down       | Milosh          |       |
| 2013 | This Time       | Milosh          |       |